# 斯特拉思科納 (明尼蘇達州)
斯特拉思科納（英語：Strathcona）是一個位於美國明尼蘇達州羅索縣的城市。

## 人口
根據2020年美國人口普查的數據，斯特拉思科納的面積為1.28平方千米，皆為陸地。當地共有人口25人，而人口密度為每平方千米20人。